# Bipolaris maydis
Espèce
Synonymes
Cochliobolus heterostrophus (Drechsler) Drechsler, 1934
Bipolaris maydis est une espèce de champignons ascomycètes de la famille des Pleosporaceae.
Ce champignon est responsable de l'helminthosporiose du maïs

## Synonymes
Selon Catalogue of Life (4 septembre 2014). :
- Cochliobolus heterostrophus (Drechsler) Drechsler 1934 (téléomorphe),
- Drechslera maydis (Y. Nisik. & C. Miyake) Subram. & B.L. Jain 1966,
- Helminthosporium maydis Y. Nisik. & C. Miyake 1926,
- Ophiobolus heterostrophus Drechsler 1925.

## Distribution
L'aire de répartition de cette espèce s'étend dans plusieurs continents et comprend notamment les pays suivants : 
- Afrique : Afrique du Sud, Congo, Égypte, Ghana, Guinée, Malawi, Nigeria, Soudan, Swaziland, Zambie, Zimbabwe
- Amérique : Bahamas, Bolivie, Cuba, États-Unis, Guatemala, Guyana, Jamaïque, Panama,
- Asie :  Bhoutan,  Brunei, Chine, Malaisie, Pakistan, Philippines, Taïwan, Thaïlande,
- Europe : Chypre, Danemark, Géorgie, ex-Yougoslavie,
- Océanie : Australie, Hawaï, Nouvelle-Zélande, Papouasie-Nouvelle-Guinée, Samoa, Vanuatu.